# George Sackville-West (vicomte Cantelupe)
Pour les articles homonymes, voir Sackville-West, Sackville et West.
George John Frederick West, vicomte Cantelupe (26 avril 1814 - 25 juin 1850), est un homme politique britannique.

## Biographie
Il est le fils aîné de George Sackville-West (5e comte De La Warr), de Lady Elizabeth Sackville, fille de John Sackville (3e duc de Dorset). Il fait ses études à Christ Church, Oxford.
Lord Cantelupe sert dans les Grenadier Guards, atteignant le rang de lieutenant . En 1837, il est élu au Parlement pour Helston, poste qu'il occupe jusqu'en 1840 , puis représenta Lewes jusqu'en 1841 . Il est décédé célibataire en juin 1850, à l'âge de 36 ans, avant son père. Son frère cadet Charles le remplace comme héritier du comté .